# Aurelio Donato Candian
Aurelio Donato Candian (Parma, 22 ottobre 1955 – Parma, 11 dicembre 2008) è stato un giurista italiano.

## Biografia
Nipote del giurista Aurelio Candian, dopo essersi laureato con lode in Giurisprudenza all'Università degli Studi di Parma, iniziò giovanissimo l'attività scientifica.
I suoi studi si indirizzarono in tutti i settori del diritto civile ma particolare importanza per tutti gli studiosi hanno rivestito i suoi scritti in materia di diritto delle assicurazioni, diritto societario e diritto della previdenza.
Tra le sue opere più importanti vanno ricordate la monografia Responsabilità civile e assicurazione, nella quale l’autore analizza lo stretto intreccio esistente tra responsabilità civile e copertura assicurativa, giungendo a dimostrare come le regole dell’assicurazione finiscano per influire su quelle della responsabilità, e viceversa, e preconizza uno scenario in cui la generalizzazione delle coperture assicurative, attenuando gli effetti della responsabilità civile personale, libererebbe enormi risorse da impiegare nel mercato del lavoro e delle idee. 

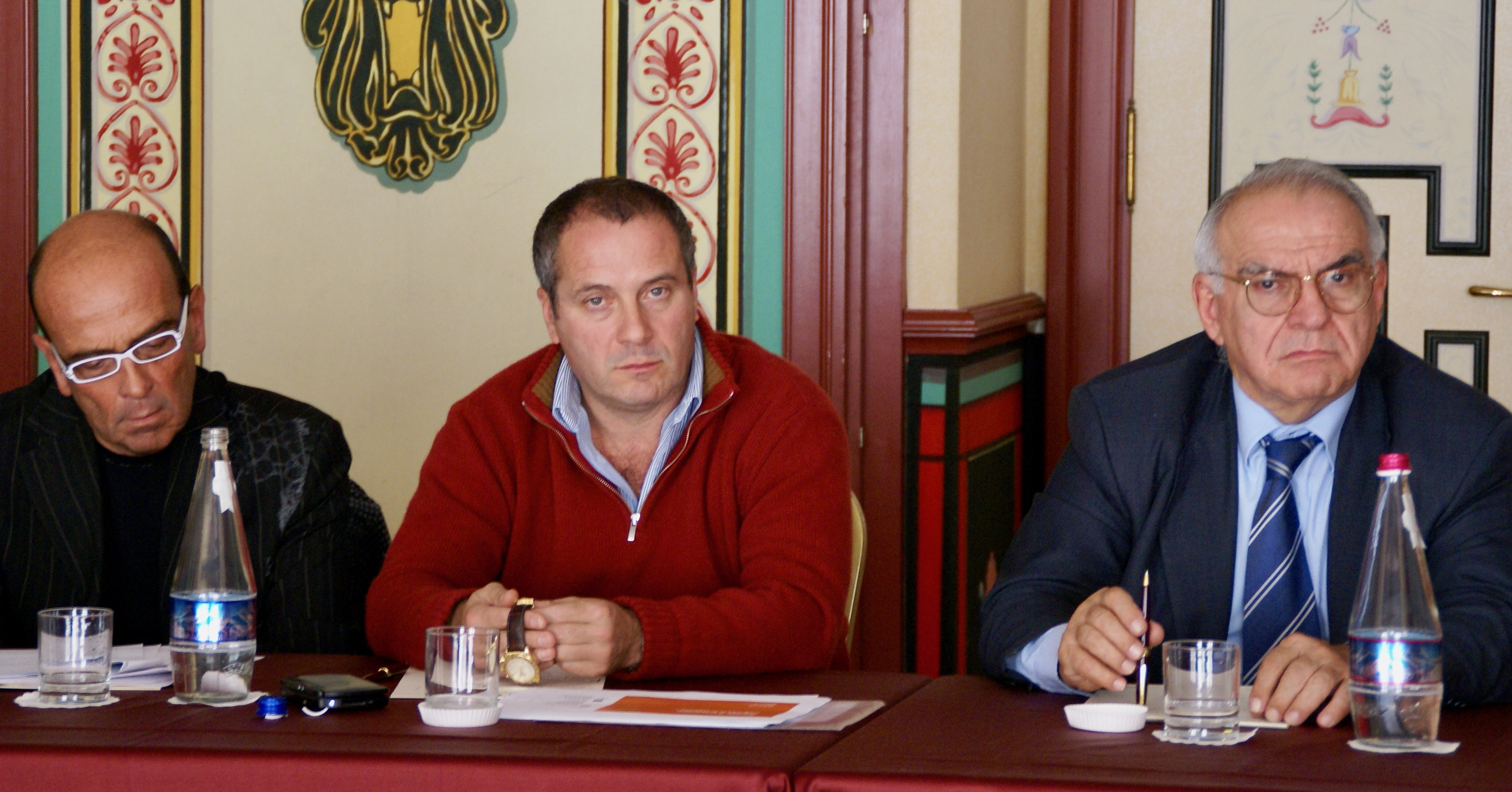
Casciana Terme, 3 novembre 2007, riunione del Comitato giuridico Melchiorre Gioia, da sinistra Aurelio Donato Candian, Giovanni Cannavò e Vincenzo Carbone

In secondo luogo va ricordato il testo, da lui coordinato, dedicato ai singoli rami dell’assicurazione: Manuale di tecnica delle assicurazioni. Quest’opera rappresenta in realtà una summa delle questioni più importanti, più controverse e meno approfondite del diritto assicurativo: dalle assicurazioni aeronautiche a quelle contro l’incendio, dalle polizza Contractor all risk a quelle di assicurazione del credito, dall’assicurazione contro gli infortuni a quella contro le infedeltà dei dipendenti.
Ha approfondito altresì i temi della funzione della polizza quale titolo di legittimazione (La documentazione del contratto di assicurazione), della funzione paraprevidenziale dei contratti di capitalizzazione (Capitalizzazione (contratto di)), dell’intermediazione assicurativa e della distribuzione dei prodotti assicurativi (Statuto speciale dell'agente di assicurazione (art. 1753 c.c.) e modifiche alla disciplina codicistica del rapporto agenziale (d.leg. 10 settembre 1991 n. 303).
La riflessione sull’assicurazione sulla vita portò Candian ad allargare il campo dei suoi studi alla materia complanare della previdenza, dei fondi pensione e del welfare. Risale al 1992 il suo primo scritto sul tema (Profili della disciplina dei fondi pensione nel diritto americano), in concomitanza con la riforma del sistema pensionistico italiano introdotta dalla legge 8.8.1992, n. 335.
Su questo tema, sin dal 1997, segnalò la necessità di un completamento del sistema di previdenza integrativa o “terzo pilastro”.
Tali studi confluirono poi nelle sue opere sull’argomento. La Reggenza della Repubblica di San Marino, gli affidò il compito di predisporre il disegno di legge di riforma previdenziale di quello Stato, poi confluito nella Legge di riforma previdenziale 8.11.2005, n. 158.
È stato consulente della Segreteria di Stato per la Sanità, la Sicurezza Sociale, la Previdenza, gli Affari Sociali, e le Pari Opportunità della Repubblica di San Marino, per la riforma del sistema previdenziale dal 2003. Consigliere di Amministrazione dell’INPS dal 1999 a novembre 2002 e consigliere di amministrazione di numerosi Fondi pensione.

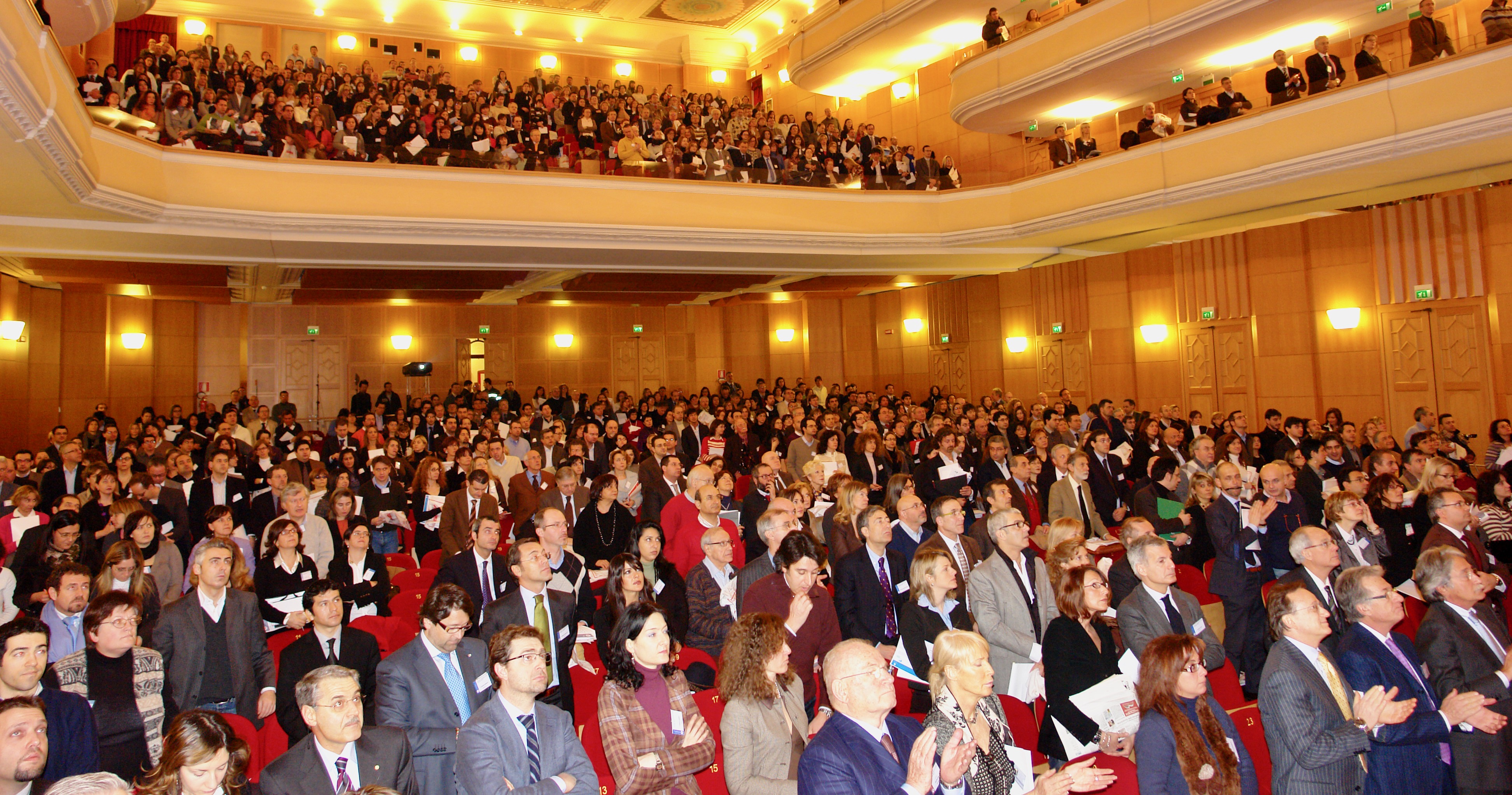
Bologna 21/02/2009, Teatro Manzoni gremito. Gli astanti durante il minuto di silenzio sulle note di The last of the moicans

È morto nel 2008, a causa di un male incurabile, senza mai rinunciare a proseguire i suoi studi e redigere i suoi scritti, l’ultimo dei quali, dato alle stampe proprio l’anno della sua morte.
Il 21 febbraio 2009, al teatro auditorium Manzoni di Bologna, nel corso del convegno Il danno esistenziale dopo le Sezioni unite, alla presenza di oltre mille professionisti, dal presidente della Società Scientifica Melchiorre Gioia, viene fatta la commemorazione.
Nella ricorrenza del decennale della scomparsa, l’11 dicembre 2018, la Casa Editrice Giappichelli di Torino ha inaugurato una Collana di Studi in suo ricordo intitolata Biblioteca Aurelio Donato Candian

## Principali pubblicazioni

### Saggi
- La funzione sanzionatoria nel testamento, 1988, Giuffré
- Assicurazione vita e infortuni, contratti para assicurativi, di Aurelio Donato Candian, Alberto Polotti Zumaglia, et alii - Utet 30 aprile 1992
- Assicurazioni vita e infortuni. Contratti para-assicurativi di Aurelio D. Candian, Alberto Polotti di Zumaglia, e al. - Utet 30 apr. 1992
- Forma e assicurazione – un contributo in tema di contratti a prova formale, Milano, 1988, Giuffré
- Responsabilità civile e assicurazione, Egea, 1993
- I fondi pensione, 1997, Ipsoa
- Codice sulla previdenza complementare, Milano, Giuffré, 2003
- Previdenza complementare e fondi pensione (modelli europei e prospettive di policy), Giuffré, Milano (in corso di pubblicazione)

### Voci di enciclopedie e trattati
- Voce Domicilio, residenza, dimora in Dig. Civ. VII, p. 110
- Voce Massa ereditaria in Dig. Civ. XI, p. 213
- Voce Prestazione in luogo dell’adempimento Dig. Civ. XIV, p. 260
- Il Contratto di Assistenza in Contratti del commercio dell’industria e del mercato finanziario, trattato diretto da F. Galgano UTET VOL. III°, PP 2559–2600
- I contratti di capitalizzazione in Contratti del commercio dell’industria e del mercato finanziario, trattato diretto da F. Galgano UTET VOL. III°, PP 2601–2644
- Contratto di tutela giudiziaria in Contratti del commercio dell’industria e del mercato finanziario, trattato diretto da F. Galgano UTET VOL. III°, PP 2645–2676
- A.D. Candian e S. Paci, Manuale di tecnica delle assicurazioni, con il coordinamento redazionale di v. Petrone e D. Cerini, Giuffrè, Milano, 2002, 2 tomi, pag. XXVIII-1574